# Dyspraxie
 (juin 2013).
Si vous disposez d'ouvrages ou d'articles de référence ou si vous connaissez des sites web de qualité traitant du thème abordé ici, merci de compléter l'article en donnant les références utiles à sa vérifiabilité et en les liant à la section « Notes et références ».
 (juin 2024).
 Mise en garde médicale
La dyspraxie, également appelée trouble développemental de la coordination, trouble développemental des coordinations (TDC), trouble d’acquisition de la coordination, trouble d’acquisition des coordinations (TAC), dyspraxie de développement ou dyspraxie développementale (DD), est un trouble neurologique chronique qui apparaît dès l'enfance.
Ce trouble spécifique des apprentissages (TSAp) (terminologie APA, 2013) se caractérise par une affection de la planification des mouvements et de la coordination en raison d'une altération de la communication entre le cerveau et le corps. Ce trouble se caractérise en particulier par une altération de la capacité à exécuter de manière automatique des mouvements déterminés, en l'absence de toute paralysie ou parésie des muscles impliqués dans le mouvement,,,,. Le sujet doit contrôler volontairement chacun de ses gestes, ce qui est très coûteux en attention, et rend la coordination des mouvements complexes de la vie courante extrêmement difficile, donc rarement obtenue. C'est une apraxie d'origine développementale,,,,. Les déficiences de l'habileté chez l'enfant interfèrent avec les activités de la vie quotidienne.
Malgré des premiers travaux réalisés en France en 1964 (Stambak et al.), la dyspraxie de développement est un trouble peu connu qui concernerait 2 % à 4 % des enfants dans le monde. La dyspraxie perturbe le développement de l'enfant, notamment dans la vie quotidienne et la scolarité, c'est pourquoi il faudrait la diagnostiquer avant l'âge de 4 ans. Occasionnant des difficultés dans les gestes, les jeux, l'écriture… elle est souvent dépistée à l'école. Un bilan médical est établi par une équipe pluridisciplinaire permettant une approche globale des difficultés.
La dyspraxie est parfois mise à tort sur le compte d'un retard intellectuel ou de la mauvaise volonté. Il existe de nombreux types de dyspraxie qui sont alors des symptômes pouvant être présents dans différents troubles ou syndromes et relever de causes diverses.

## Définition
Il n’est pas toujours facile de définir correctement la dyspraxie. Sa définition est encore parfois débattue dans la littérature.
Selon Costini, Roy, Faure et Le Gall (2013), la dyspraxie est souvent définie de manière trop générale englobant l’ensemble des difficultés liées à la gestualité et à l’appréhension de l’espace chez l’enfant. Or, ce n’est pas le cas. Toutes ces difficultés ne sont pas liées à la dyspraxie. Bien souvent, il y a confusion entre la coordination motrice qui correspond à la réalisation d’un mouvement fluide, rapide et précis et les praxies qui correspondent à des gestes complexes humainement et culturellement transmis. Il faut donc bien distinguer les deux.
La dyspraxie est un trouble développemental durable affectant la planification, l’organisation, l’exécution ainsi que l’automatisation des gestes et des mouvements. Tous les gestes et mouvements peuvent être touchés.
Les dyspraxies sont définies comme des anomalies survenant dans la planification et l’automatisation des gestes volontaires.
Elle concerne 5 à 7 % des enfants de 5 à 11 ans.
La dyspraxie est caractérisée par un trouble de la représentation du corps en mouvement qui semble échapper à la pensée.
La dyspraxie de l’enfant fait partie des troubles développementaux qui sont indépendants de l’environnement et de toute pathologie psychique ou déficience. Vaivre-Douret évoque un dysfonctionnement neuropsychologique non verbal : « L’enfant conçoit bien les gestes mais n’arrive pas à les organiser ni à les réaliser de façon harmonieuse, il montre une grande maladresse et toutes réalisations motrices ou graphiques sont médiocres, informes, brouillonnes ».

## Les troubles liés à la dyspraxie sur le plan neuropsychique
Les troubles de la dyspraxie permettent d’observer la formidable plasticité psychique et neuronale de l’enfant et la manière dont certains dysfonctionnements peuvent produire des compétences cognitives très développées dans un processus transmodal qui affecte tout le développement psychique. Le sujet dyspraxique se trouve obligé de modifier ses perceptions en les transférant d’un registre sensoriel à un autre : du spatio-visuel au verbal et de du concret à l’abstrait.
L’enfant dyspraxique semble sauter les marches du développement linéaire piagétien. Il est désorienté face à des situations complexes et capable de résoudre des problèmes très abstraits.
On constate des troubles psychomoteurs constants avec un manque de liberté motrice et perturbations fréquentes du schéma corporel souvent en lien avec l’image du corps qui se traduit fréquemment par un évitement du dessin de personnages.
Selon Bergès, la question du corps est problématique chez un enfant dyspraxique : la représentation des limites et des rapports des différentes parties du corps sont flous. L’enfant dyspraxique souffre d’une imprécision du geste (le boutonnage, le laçage et autres fermetures sont des sources de désarroi), il se cogne souvent et a des difficultés à évaluer les distances à partir de sa place. Il a des difficultés à trouver « Le point de départ » d’une figure, d’une action ou d’un événement (chronologie) d’où des difficultés à reproduire un rond où il est censé revenir au point de départ pour finir le tracé de la figure ou pour trouver, par exemple, le mois qui suit le mois de juin, quand il doit commencer à énumérer les mois à partir du mois de janvier. Ce type spécifique de problèmes n'est pas systématique.

## Difficultés scolaires
Les enfants dyspraxiques ont une raideur dans leurs corps mais apprennent à lire rapidement, et sont à l’aise avec le raisonnement et les nombres ainsi que la logique et l’abstraction verbale. Ils ont plus de difficultés dans les mesures et la géométrie (notamment la reproduction de figures). Le facteur visio-spatial peut les induire en erreur notamment dans les opérations mathématiques à retenue, où ils préfèrent les effectuer mentalement.

## Les différents types de dyspraxies
Toutes ou certaines peuvent être ou non cumulées.

### Les dyspraxies constructives
Difficulté à assembler des pièces pour construire un tout. La difficulté est dans l’assemblage des pièces les unes par rapport aux autres. Exemple : construire un objet avec des Lego, assembler des cubes, faire un puzzle…

### La dyspraxie constructive visuo-spatiale
Difficulté à se repérer dans l'espace. Exemple : fixer une ligne pour lire, suivre la trajectoire d’un objet, rechercher une information dans un texte, lire un plan, faire une figure géométrique avec des outils…

### La dyspraxie idéatoire
Difficulté de réaliser un geste avec un objet ou un outil. Exemple : brosse à dents, aiguille à coudre, fer à repasser, ciseaux, tournevis, fourchette, rasoir, crayon… Ce type de dyspraxie nécessite donc une concentration accrue pour tous les gestes un minimum minutieux, ce qui occasionne une grande fatigue au-delà d'une certaine répétition qui varie selon les cas. Rien n'est à prendre au pied de la lettre avec ce genre de handicap ; tout le monde n'est pas touché au même degré.
Selon certains auteurs, la dyspraxie peut prendre davantage de formes différentes :
- la dyspraxie constructive qui concerne les activités où il faut assembler différents éléments.
- la dyspraxie constructive visuo-spatiale qui associe à la dyspraxie constructive un trouble de l’organisation du geste, un trouble du regard et/ou un trouble de la construction spatiale.
- la dyspraxie non-constructive qui concerne des troubles de la succession des gestes.
- la dyspraxie idéatoire qui concerne des difficultés d’utilisation d’un objet ou d’un outil pour réaliser le geste.
- la dyspraxie idéomotrice qui correspond à la difficulté de réaliser des gestes sans manipuler d’objet ou d’outil.
- la dyspraxie de l’habillage qui concerne les difficultés liées à l’habillage, c’est-à-dire à la manière d’orienter ou de disposer les vêtements, à l’utilisation des différents systèmes de fermeture (boutons, tirette, lacets…).
- la dyspraxie orofaciale qui correspond à la difficulté de réaliser des gestes à l’aide des organes phonatoires et du visage (siffler, souffler, déglutir…).
- la dysgraphie dyspraxique qui correspond aux difficultés rencontrées pour écrire.

## Symptômes possibles
Tous ne sont pas présents dans tous les cas.
- Troubles du développement moteur : maladresse, difficulté à exécuter des mouvements volontaires et coordonnés (marche, bicyclette, nage, jeux d'adresse, manier ses couverts, s'habiller seul, se brosser les dents, nouer ses lacets, se laver seul)[18].
- Le bébé n'utilise pas, ou trop peu, ses mains. Par exemple, il ne s'accroche pas, ou il lâche ses jouets.
- Dysgraphie : difficulté à écrire à la main et à automatiser l'écriture manuelle.
- Troubles oculaires (oculomoteurs) : saccades et poursuite oculaire, fixation oculaire : difficultés à lire, à suivre sa ligne, à se repérer sur une page et à adopter une stratégie d'exploration de la page.
- Troubles de la parole : apraxie buccolinguofaciale, difficultés d'élocution.
- Troubles orthophoniques (pseudo-dyslexie entraînée par la dyspraxie), difficultés du langage écrit.
- Troubles logico-mathématiques : difficulté à poser des opérations en colonnes, à appréhender les faits mathématiques, problèmes de séquences, difficulté à se positionner dans le temps, difficulté des opérations par écrit, avec la géométrie, les opérations de base, etc.[19].
- L'organisation est un véritable souci pour les dyspraxiques. Parmi les conséquences pour les adultes du handicap des difficultés notoires concernent le rangement. Ces problèmes organisationnels peuvent être aperçus dans l'ensemble des tâches manuelles. Certaines capacités sont acquises par le dyspraxique au cours du temps, d'autres resteront inaccessibles ou floues.
- Difficulté d’orientation dans l’espace et dans le temps : retard, maladresse, confusion des heures de cours, se perdre dans l’école, etc.[20].
- Isolement : le comportement peut être en décalage avec ses pairs.
- Fatigue importante et fatigabilité.
- Perte d’objets, oublis, etc. (FWB, 2018)

## Causes possibles

### Grossesse et boissons alcoolisées
Si la mère a consommé des boissons alcoolisées lors de la grossesse, l'enfant peut naître avec des troubles. Dans une étude portant sur 71 enfants exposés à l'alcool in utero, 34 % étaient dyspraxiques.

### Enfant prématuré
Un grand prématuré a des probabilités plus élevées d'être dyspraxique.

### Neuroatypies
Elles se retrouvent quelquefois chez les enfants prématurés.
Des études évoquent aussi des anomalies situées au niveau des motoneurones qui ne se développent pas normalement. Les motoneurones (situés dans le tronc cérébral et dans la moelle spinale) transmettent le message nerveux du cerveau vers les muscles . En cas de dyspraxie, ces derniers seraient moins efficaces.

### Trouble développemental
Certaines zones du cerveau, impliquées dans l'apprentissage, sont non fonctionnelles. La dyspraxie est considérée comme développementale, c'est-à-dire sans cause identifiée.

### Accidents à la naissance: anoxie, AVC…
La dyspraxie est souvent associée à la prématurité et à la précocité, y compris intellectuelle, et elle est combinée avec un trouble du déficit de l'attention dans plus de la moitié des cas, ou avec d'autres troubles des apprentissages (dyscalculie, dysorthographie, dysgraphie). Attention, il ne faut pas confondre dyspraxie et apraxie. Dans le premier cas, les troubles sont présents avant la naissance.

### Trouble des représentations internes du corps
Les représentations mentales du corps et de ses actions, appelées aussi schéma corporel, s'acquièrent avec l'âge et s'affinent avec la répétition de gestes et d'expériences très diverses. La perception des différentes parties du corps, ou proprioception, est essentielle pour permettre la construction puis la mise à jour de ce schéma corporel tout au long de la vie.
La dyspraxie peut être le symptôme d'une dysproprioception. Un consensus émerge actuellement sur l’existence d’un trouble des représentations internes du corps chez des enfants souffrant de dyspraxie, avec des répercussions sensorielles et motrices,,,.
En Belgique, des chercheurs testent chez les enfants dyspraxiques le port de gilets lestés à certains endroits, comme les bras, pour améliorer leur proprioception et les aider à mieux maîtriser le fonctionnement fin de leurs membres. Cette prise en charge semble montrer des résultats dans leurs apprentissages, notamment dans celui de l’écriture, qui est très problématique chez ces enfants.
En France, la Pr Christine Assaïante, dont le laboratoire étudie le rôle de la proprioception dans l'élaboration du schéma corporel, plaide pour une évaluation systématique de la sensorimotricité des enfants dans le cadre des troubles des apprentissages, même en l’absence de plainte, afin de mettre en place le plus rapidement possible des rééducations permettant de renforcer les représentations mentales du corps des enfants concernés.

## Diagnostic
Pour diagnostiquer la dyspraxie, plusieurs tests doivent être réalisés : un bilan psychomoteur, un examen psychométrique, un bilan orthophonique, un bilan orthoptique et neurovisuel.
D’après les résultats obtenus à ces tests, le neuropédiatre pourra poser le diagnostic.
Ce trouble encore trop méconnu se manifeste pour 80 % des enfants vers l’âge de 4-5 ans, lors des premiers apprentissages scolaires. Par manque d’information ou de formation, la majorité des enseignants n’ont jamais entendu parler de la dyspraxie.
En cas de suspicion de la part de l’enseignant ou des parents, il est conseillé de faire un bilan complet et précis chez un neuropsychologue, un ergothérapeute ou un psychomotricien.
Il est important d’essayer de détecter la dyspraxie le plus tôt possible chez l’enfant, car plus le diagnostic sera posé tard, plus l’estime de soi chez l’enfant sera touchée.
Chaque enfant est différent et chaque enfant dyspraxique peut posséder des dyspraxies différentes. C’est pourquoi il est important que la prise en charge de l’enfant se fasse selon un bilan précis de l’enfant concerné dans le but de répondre à ses besoins particuliers.
La dyspraxie, ou trouble développemental de la coordination (TDC), est un diagnostic d'exclusion : l'évaluation par un médecin, souvent un spécialiste en neuropédiatrie ou pédiatre, est nécessaire pour éliminer les causes neurologiques (déficience motrice cérébrale, atteinte lésionnelle, ataxie), génétiques (syndrome de Sotos, syndrome de Turner ou autres), sensorielles ou métaboliques. Ce diagnostic différentiel est complexe et, bien souvent, des évaluations complémentaires ergothérapie, psychomotricité et neuropsychologie sont demandées afin d'aider à préciser le diagnostic. Les recommandations européennes pour le diagnostic du TDC soulignent l’aspect multidisciplinaire de la pose du diagnostic de cette condition et affirment l’importance de se référer à des outils standardisés qui limitent la subjectivité, tels que le Coordination Disorder Questionnaire’07 (DCDQ’07), récemment adapté en français sous le nom de QTAC-FE-5-15. 
Si les troubles du geste moteur s'expliquent davantage par un autre diagnostic médical (trouble du spectre de l'alcoolisation fœtale, déficience intellectuelle, trisomie 21, trouble envahissant du développement, par exemple), on parle de troubles praxiques associés plutôt que de dyspraxie.

## Le suivi
Le psychomotricien est le rééducateur de première intention. Il convient après, selon les résultats des bilans (psychomoteurs, orthophoniques, neurovisuels réalisés par les orthoptistes), de compléter (sans surcharger) la prise en charge pour améliorer la situation du patient. Le suivi mis en place l'est souvent sur le long terme, car il nécessite une prise en charge pluridisciplinaire.

## Prise en charge de la dyspraxie
« La prise en charge de l’enfant porteur d’une dyspraxie ou de plusieurs dyspraxies développementales s’organise au cas par cas, en fonction du ou des types de dyspraxie dépistés et des troubles associés éventuels ». Le traitement de la dyspraxie consiste principalement en une rééducation ou une mise en place de stratégies compensatoires du handicap.
Parmi les prises en charge existantes, on peut citer (liste non exhaustive) :
- une rééducation psychomotrice[31], pour l’enfant jeune. Elle permet de travailler sur le schéma corporel, la latéralisation, les repères dans l’espace et la motricité globale et permet entre autres à l’enfant de situer ses parties du corps ;
- une prise en charge ergothérapeutique[31]. Elle rééduque le geste. Elle vise à aider l’enfant à planifier ses gestes, l’aide dans l’organisation visuospatiale. En outre, l’utilisation du clavier et de l’ordinateur peut-être proposée à l’enfant pour pallier les éventuels troubles moteurs ;
- une prise en charge orthophonique peut être envisagée en cas de troubles du langage oral ou écrit ou de dyscalculie associés[31] ;
- la verbalisation intérieure et des découpages séquentiels de l’action[31] ;
- une prise en charge psychothérapeutique en cas de troubles psychoaffectifs[réf. nécessaire] ;
- une prise en charge kinésithérapeutique : exercices prégraphiques, entraînement à la motricité fine et globale[31] ;
- la CO-OP (Cognitive Orientation to daily Occupational Performance) est une approche cognitive basée sur la verbalisation. Le praticien définit avec l’enfant des objectifs thérapeutiques, puis lui enseigne une stratégie globale de résolution de problème qui sera utilisée pour acquérir les habiletés choisies[32] ;
- la prise en charge orthoptique : « Les patients dyspraxiques présentent des mouvements oculomoteurs perturbés »[33]. Cette prise en charge propose un ensemble de rééducation sur le plan sensoriel, moteur ou fonctionnel. Il s’adapte à chaque individu avec des pratiques pédagogiques voire ludiques comme l’utilisation de labyrinthes ou de jeux de construction[33].

## La scolarisation
Pour la plupart des enfants dyspraxiques, la scolarisation représente un défi important. Les difficultés de manipulation des outils scolaires (gomme à effacer, règle, ciseaux et autres), à l'écriture (dysgraphie), en dessin et dans les activités motrices (éducation physique) interfèrent avec les apprentissages de l'enfant et sa réussite.
Pour pallier les difficultés de l'enfant, certaines tâches scolaires seront donc réaménagées de façon à compenser ou même contourner les obstacles à l'apprentissage. L'élaboration d'un plan individualisé de scolarisation sera une étape importante de ce processus, car il permettra d'identifier les limitations de l'enfant ainsi que la mise en place de solutions adaptées au profil d'incapacités du jeune.
Les élèves montrant des difficultés plus marquées peuvent bénéficier de l'aide d'une personne en classe - auxiliaire de vie scolaire (France), éducateur spécialisé (Québec) ou aide à l'intégration (Suisse). Cette personne réalisera certaines tâches à la place de l'enfant, comme la prise de notes, la préparation des photocopies, ou encore adaptera le matériel d'études ou révisera certaines matières avec l'enfant. L'octroi de cette aide dépend du degré d'incapacités de l'enfant et doit généralement faire l'objet d'une demande aux instances scolaires et à la Maison départementale des personnes handicapées (MDPH) en France. En Belgique, une aide est possible, bien que très difficile à obtenir, car la dyspraxie n'est pas encore reconnue par l'Institut national d'assurance maladie invalidité (INAMI), mais des aides en classe devraient bientôt être mises en place.
L'élève peut aussi avoir recours à la technologie pour faciliter son apprentissage, notamment en ce qui a trait aux langues. Il existe des polices de caractères (Andika, Dyslexie, Lexia, OpenDyslexic, Tiresias) qui facilitent la lecture, et des logiciels qui offrent divers niveaux d'assistance. Ces logiciels peuvent en effet intégrer la prédiction des mots tapés, les conjugaisons, les synonymes, les antonymes, les définitions, les illustrations, et permettent de corriger l'orthographe et la grammaire, de visualiser les syllabes ou les lettres muettes, de prononcer, de dicter, de numériser et faire de la reconnaissance optique de documents, de transformer un texte en fichier audio, de remplir des fichiers PDF, le tout dans une ou plusieurs langues. Il existe plusieurs logiciels commerciaux, tels que KorectDys, Kurzweil 3000, Lexibar, Penfriend, Skippy, Sprint, WoDy, WordQ, ou logiciels libres, tels ceux regroupés sur la clé Framakey-Dys.
Le parcours scolaire des élèves dyspraxiques peut être très différent.
Lors de leur scolarisation en primaire, plusieurs possibilités s'offrent aux élèves dyspraxiques. Ils vont soit fréquenter l'enseignement ordinaire en bénéficiant d'adaptations pour répondre à leurs besoins spécifiques, soit bénéficier d'un projet d'intégration, ou encore fréquenter l'enseignement spécialisé de type 8.
Les élèves présentant des difficultés liées à la dyspraxie vont souvent à l'école comme les autres élèves. Parfois, ils intègrent des classes inclusives. Les élèves sont donc insérés dans un système d'inclusion où tous les enfants différents ou à difficultés sont mélangés aux autres enfants. Quand la présence à l'école dans l'enseignement ordinaire ou dans les classes inclusives n'est plus possible, les élèves dyspraxiques sont redirigés vers l'enseignement spécialisé. Les élèves rencontreront alors des élèves comme eux, présentant le même genre de troubles.
Pour ce qui est de la scolarisation en secondaire, les élèves dyspraxiques ayant réussi leur CEB fréquentent l'enseignement ordinaire. L'enseignement spécialisé de type 8 s'arrête au niveau primaire.
Le défi de l'inclusion se pose aussi au niveau des études post-secondaires/post-lycée (collège, université) pour permettre aux étudiants de bénéficier d'aménagements leur permettant d'apprendre et de progresser au même titre que tout étudiant ne présentant pas de trouble spécifique d'apprentissage.
La scolarisation des élèves dyspraxiques en secondaire peut prendre une mauvaise tournure si l'enseignement ordinaire ne leur propose aucun aménagement pédagogique, ni outil adapté pour répondre à leurs besoins spécifiques. Ces élèves vont alors vite se retrouver en situation d'échec scolaire et donc se voir réorientés vers l'enseignement technique ou professionnel alors que les métiers manuels ne sont pas leur point fort.

### En France
La dyspraxie touche 4 à 6 % de la population.
Une circulaire ministérielle définit l'intégration de l'enfant dyspraxique en classe ordinaire, et mentionne que « Les troubles spécifiques du langage oral et écrit (dysphasies, dyslexies) qui font l'objet de cette circulaire sont à situer dans l'ensemble plus vaste des troubles spécifiques des apprentissages qui comportent aussi les dyscalculies (troubles des fonctions logico-mathématiques), les dyspraxies (troubles de l'acquisition de la coordination) et les troubles attentionnels avec ou sans hyperactivité » et que « l'existence de troubles spécifiques du langage est compatible avec une scolarité dans une classe ordinaire ».

### En Belgique
Un décret inclusion relatif à la personne handicapée a été élaboré en 2014. Celui-ci indique les différentes dispositions à mettre en œuvre en vue d’inclure la personne présentant un handicap.
En complément de celui-ci, le Gouvernement et la Fédération Wallonie-Bruxelles ont adopté un “Décret relatif à l’accueil, à l’accompagnement et au maintien dans l’enseignement fondamental (maternel et primaire) et secondaire des élèves présentant des besoins spécifiques” (2017).
Il définit le besoin spécifique comme suit : « besoin résultant d'une particularité, d'un trouble, d'une situation permanents ou semi-permanents d'ordre psychologique, mental, physique, psychoaffectif faisant obstacle au projet d'apprentissage et requérant, au sein de l'école, un soutien supplémentaire pour permettre à l'élève de poursuivre de manière régulière et harmonieuse son parcours scolaire dans l'enseignement ordinaire fondamental ou secondaire ».
Afin de lutter contre certaines formes de discrimination, des aménagements sont indispensables afin de permettre à ces élèves de s’épanouir dans leur apprentissage scolaire.
Une brochure établie par la Fédération Wallonie Bruxelles a été élaborée afin de sensibiliser parents, enseignants, etc..
En Belgique, comme les autres troubles d'apprentissage, la dyspraxie n'est toujours pas reconnue comme un handicap par l'INAMI. Cette non-reconnaissance aura un impact en termes de soutiens financiers pour les frais médicaux, l'achat d'ordinateurs ou de logiciels entre autres.

### En Suisse
En Suisse, dans le canton de Genève, la dyspraxie est reconnue dans les écoles et les élèves disposent d'une feuille bleue sur laquelle sont affichées les mesures permettant de pallier le handicap de la dyspraxie.
« La dyspraxie n’est encore que peu connue et reconnue en Suisse et le fait de ne pas dépister cette pathologie au plus tôt condamne des enfants à l’échec scolaire dû à un trouble moteur et non à un trouble cognitif. La reconnaissance du handicap et le suivi adapté par des spécialistes permettent à ces enfants de pouvoir compenser leurs difficultés et mener une scolarité dite « normale » » Florence Coupiac

### Aux États-Unis
Aux États-Unis, la dyspraxie n’est pas considérée comme un trouble spécifique de l’apprentissage, mais comme un trouble impactant l’apprentissage.
Des étudiants atteints de dyspraxie peuvent avoir accès à des services d’éducation spécialisés. La loi américaine couvre 13 catégories de pathologies qui affectent l’apprentissage. Les troubles d’apprentissage sont une des 13 catégories, mais ce n’est pas la catégorie qui couvre la plupart des enfants atteints de dyspraxie. Ils sont plutôt couverts (parfois de façon pas ou peu pertinente) par les catégories “Faibles capacités de langage ou d’élocution” ou “Autres troubles de santé”.

### Au Royaume-Uni
La dyspraxie est couverte par l’Equality Act (2010) au même niveau qu’une autre pathologie officielle.
Selon la Dyspraxia Foundation (Royaume-Uni), « entre 5 et 10 % de la population ont des symptômes de dyspraxie. Il est probable que des personnes atteintes de dyspraxie travaillent dans votre organisation. Les adultes dyspraxiques sont souvent déterminés, travailleurs, et très motivés, ils développent leurs propres stratégies pour travailler efficacement. De plusieurs façons, les personnes atteintes de dyspraxie sont similaires à celles atteintes de dyslexie : elles sont souvent créatives et innovantes et également capables de trouver des solutions stratégiques aux problèmes rencontrés ».

### Les élèves dyspraxiques
En France, 6 à 8 % des élèves sont dyspraxiques, c’est-à-dire qu’ils sont atteints de difficultés multiples et variables, notamment pour écrire.
En temps normal, lors d’un nouvel apprentissage, le cerveau l’inscrit et il suffit par la suite de réactiver cet apprentissage pour que le geste appris précédemment s’effectue de manière fluide et automatique. Ce n’est pas le cas chez les enfants dyspraxiques. En effet, la programmation du nouveau geste appris ne se fait pas correctement dans le cerveau. Leurs gestes manquent donc de coordination et sont souvent maladroits, comme s’ils les réalisaient pour la première fois.
Malgré les faiblesses que ces élèves peuvent présenter, des forces peuvent être révélées également.
Parmi leurs points forts, nous pouvons relever :
- surinvestissement des compétences verbales,
- performances améliorées lors des dictées à l’adulte,
- les loisirs et hobbies privilégiant l’écoute,
- imagination et don créatif,
- curiosité,
- très bonne mémoire à long terme,
- volonté de se surpasser,
- sensibilité,
- sens profond de l’humain.

### Les difficultés scolaires pour ces élèves
Outre les difficultés liées à leur apprentissage, de nombreux élèves dyspraxiques peuvent présenter un manque de confiance et se refermer sur eux-mêmes. Il est indispensable que les enseignants puissent les accompagner. Il est également conseillé, avec le consentement de l’élève, d’expliquer son trouble à la classe.

#### En général
- Difficultés à préparer son cartable et à le ranger.
- Élève plus lent que le reste de la classe.
- Travail brouillon et peu soigné.
- Crainte des incertitudes et des imprévus.

#### En français
L’élève :
- se perd dans le texte, saut de lignes et/ou de mots.
- peut avoir des difficultés pour tenir un livre ou tourner les pages correctement.
- a des difficultés au niveau du sens de formation des lettres, leur orientation, leur forme, etc.
- a une écriture laborieuse.
- a des difficultés à copier une information écrite au tableau sur une feuille (changement de plan).
- peut ne pas comprendre ce qu’il écrit.

#### En mathématiques
Huron (2017) relève un certain nombre de difficultés que peuvent rencontrer les élèves dyspraxiques en mathématiques.
L’élève :
- a des difficultés à utiliser correctement certains instruments (règle, compas, équerre, etc.).
- ne sait pas comment réaliser des activités de construction.
- a des difficultés à suivre les lignes, en particulier celles qui s’entrecroisent.
- a des difficultés à se repérer sur un plan.
- a des difficultés à lire des tableaux, graphiques et à illustrer des problèmes.
- a des difficultés pour rechercher des informations dans un tableau à double entrée.
- a des difficultés de dénombrement (oubli d’élément, résultats différents, etc.).
- a peu d’images mentales.
- a des difficultés pour mémoriser les tables d'addition et de multiplication.
- a des difficultés pour poser les additions sur feuille sans faire d’erreur de position.
- a peu de notion d’invariance du nombre.
- a des difficultés à compter terme à terme.

#### Au niveau de la sociabilité
L’élève a une mauvaise estime de lui-même dans la majorité de ce qu’il entreprend. Il va avoir tendance à s’isoler et ne pas vouloir participer aux activités de groupe. Certains enfants dyspraxiques peuvent également faire le choix de ne pas se socialiser avec les élèves de leur classe. Dans la cour, ils auront tendance à jouer avec des enfants plus jeunes, seuls ou à rester près du surveillant.
Ses camarades de classe le perçoivent comme quelqu’un de malhabile et peuvent le rejeter pour cette raison (choisi le dernier lors de composition d’équipes).

### Comment adapter l’apprentissage aux élèves dyspraxiques?
Divers conseils (FWB, 2018) sont proposés aux enseignants afin de pallier les difficultés d’apprentissage et d’adaptation de l’élève. Au travers des différentes matières, des conseils sont répartis entre les supports et notes de cours, aux évaluations, aux sanctions et au travail à domicile.
En voici les principaux :
- aménager une place décisive à l’élève ;
- être patient et tolérant ;
- user de renforcement positif et d’encouragement ;
- permettre l’utilisation d’outils facilitant son apprentissage : tapis anti-dérapant, correcteur orthographique, calculatrice, logiciel adapté, etc. ;
- éviter l’écrit au maximum ;
- adopter des codes couleurs comme repères visuo-spatiaux ;
- privilégier tous les canaux d’apprentissage ;
- autoriser l’élève à se baser sur les notes de ses camarades et que celles-ci soient suffisamment claires pour lui ;
- veiller à la tenue de son journal de classe ;
- autoriser l’utilisation de l’ordinateur/tablette/clavier en classe, à condition qu’il ait appris à s’en servir au préalable ;
- ne pas avoir de remarques désobligeantes ;
- suggérer de rendre des textes dactylographiés plutôt que des textes manuscrits ;
- ne pas s’attendre à ce que l’élève s’améliore ;
- donner accès au programme des cours ;
- inscrire les grands axes au tableau ;
- fournir les supports numériques, avec une police suffisante et une présentation aérée ;
- laisser l’élève se mettre en ordre à l’aide de photo, scanner de poche, etc. ;
- fournir des rectos uniquement ;
- numéroter les feuilles ;
- accepter de relire les résumés de cours ;
- accepter l’utilisation d’un Timer ;
- favoriser l’oral ;
- privilégier les textes lacunaires ;
- autoriser les marqueurs fluorescents ;
- coter l’orthographe avec bienveillance ;
- limiter la quantité d’exercices à domicile ;
- s’aider de cartes heuristiques
- viser l’amélioration, le dépassement de soi ;
- stimuler les compétences visuelles ;
- utiliser des outils adaptés pour les cours de mathématiques ;
- préférer les histogrammes aux autres représentations en courbes ;

Le numérique représente un outil incontournable dans leur apprentissage.
Il est indispensable de laisser l’élève dyspraxique utiliser cet outil afin qu’il puisse se dépasser et ainsi avoir une meilleure estime de lui-même, souvent méprisée.
Selon Barray (2012), l’apprentissage de l’écriture peut s’avérer compliquée pour les enfants dyspraxiques. Une méthode spécifique, proposée par Valérie Barbay aurait de bons résultats et permettrait aux élèves d’apprendre à écrire et d’obtenir une écriture plus lisible et plus fluide.
Au niveau pratique, cette méthode demande des séances de 30 minutes deux à trois fois la semaine durant une année scolaire. L’écriture script est privilégiée par rapport à la cursive qui demande de soulever et de repositionner le crayon entre chaque lettre. Les majuscules sont quant à elles apprises directement en écriture cursive. Pour faciliter et simplifier l’écriture, certaines amorces et boucles peuvent être supprimées.
L’apprentissage se décompose en quatre étapes :
1. Apprentissage du tracé des lettres dont l’apprentissage des traits nommés unités graphiques et l’apprentissage des graphèmes en se servant des unités graphiques. Lors de cette étape, la guidance verbale doit être mise en place (description du geste graphique avec des informations spatiales précises : direction, sens et repère visuels.)
2. Contrôle de l’amplitude des mouvements en fonction des limites visuelles.
3. Pratique régulière pour favoriser l’automatisation.
4. Transfert dans la vie scolaire et familiale.

### Quel type d'activité proposer?
Il existe également des outils comme Ordyslexie. Cet outil, principalement mis en place au collège, est une sorte de cartable - ordinateur qui va permettre de simplifier la scolarité des élèves en leur donnant directement accès aux différents cours et exercices numérisés des différentes disciplines (français, math, anglais, histoire, géo…) sur l’ordinateur. En choisissant d’utiliser l’ordinateur et le numérique qui sont plus adaptés aux élèves dyspraxiques que la feuille de papier, l’enseignant leur permet de s’intégrer et de participer normalement aux apprentissages et à la vie de la classe, tout en gardant leur autonomie et en étant performant.
À titre d'exemple, il est également possible de proposer une activité pédagogique qui travaille à la fois la latéralisation et l'organisation spatiale en lien avec une application numérique ou un jeu en ligne pour permettre à l'enfant de reproduire une séquence présentée par l'enseignant.
L'enfant est positionné face à l'adulte et dispose des mêmes vignettes de couleurs. L’utilisation des vignettes de couleur permet à l’enfant qui ne serait pas encore bien latéralisé ou à l’enfant dyspraxique de porter son attention sur la couleur plutôt que sur le geste inversé (effet miroir).
La stratégie de mise en place d’un code couleur ou d’un symbole va permettre à l’enfant d’utiliser un autre canal (visuel) afin qu’il s’oriente plus facilement dans l’espace.
Le code couleur permet aussi à l’enfant de composer mentalement la séquence des gestes pour la mémoriser et la reproduire. Cela lui apporte un support visuel pour diminuer la charge mentale (double tâche) liée à son positionnement dans l’espace et les déplacements à effectuer pour compléter la séquence de gestes.
L’évaluation se fera au fur et à mesure de la reproduction de la séquence et l’enfant pourra recevoir une rétroaction soit verbale soit visuelle en temps réel afin de corriger l’erreur qu’il a commise dans la séquence.
Une aide supplémentaire peut être apportée à l’enfant via l’utilisation d’un logiciel d'entraînement ou via des jeux en-ligne.
Des jeux d’orientation et de latéralisation en ligne ou sur cd-rom peuvent également être proposés.